# Минлос, Роберт Адольфович
Роберт Адольфович Минлос (28 февраля 1931 — 9 января 2018) — советский и российский математик, доктор физико-математических наук, специалист в области статистической физики, функционального анализа и теории вероятностей.

## Семья
Мать — краевед Нора Романовна Минлос (1900—1943), немецкого происхождения. Отец — Адольф Давидович Миллер (1892—?), лексикограф, сотрудник Коминтерна, соавтор англо-русского словаря. Мать вышла замуж за художника Константина Анатольевича Зеленина, в этом браке в 1940 году родился сводный брат Р. Минлоса Светлояр Зеленин. В последние предвоенные годы Нора Романовна Минлос занималась исследованиями немцев Поволжья и записалась в паспорте «немкой», что привело к большим трудностям и лишениям в начале войны. Семья была с 1941 года в эвакуации в Алма-Ате, мать скончалась в 1943 году. Р. А. Минлос остался сиротой в чужом городе, и был усыновлён маминой подругой (Марией Сергеевной Раевой). В 1944 году вместе с приёмной матерью вернулся в Москву.
Родной дядя (брат матери) — кандидат исторических наук Бруно Робертович Минлос (1898—1942, репрессирован), в 1921—1922 гг. состоял в РКП(б), работал в Институте международных отношений и Наркомате иностранных дел, автор трудов по современной истории Испании.
С 1974 года был женат на математике Татьяне Юрьевне Поповой. Воспитывал пасынка Меира (Дмитрия) Антопольского (род. 1967), врачa больницы Хадасса (Иерусалим, и сына Филиппa Минлосa (род. 1976), лингвистa, кандидата филологических наук, сотрудника Отдела славянского языкознания Института славяноведения РАН.

## Математическая карьера
Увлечение математикой началось в 1948 г. с математического кружка для школьников при МГУ, которым руководил Александр Лунц, тогда аспирант, а в будущем — математик и крупный деятель сионистского движения, отказник.
Поступил на механико-математический факультет МГУ в 1949, закончил в 1954 г. по кафедре теории функций, ученик И. М. Гельфанда. Однокурсниками были В. В. Белецкий, А. А. Боровков, А. Г. Витушкин, А. А. Гончар, Е. А. Девянин, У. А. Джолдасбеков, А. П. Ершов, А. М. Ильин, И. А. Кийко, В. Д. Клюшников, М. Л. Лидов, В. В. Лунёв, И. В. Новожилов, Н. А. Парусников, Г. С. Росляков, С. А. Шестериков.
По распределению попал в Московский лесотехнический институт, располагавшийся на станции Строитель Мытищинского района. В 1956—1992 годах работал на кафедре теории функций и функционального анализа мехмата МГУ. В 1958 г. защитил кандидатскую диссертацию, в 1968 — докторскую диссертацию «Математические проблемы статистической физики». Руководил семинарами совместно с Р. Л. Добрушиным, Я. Г. Синаем, В. А. Малышевым и С. А. Молчановым. Читал лекции по спецкурсу «Гиббсовские случайные поля», вёл спецсеминар «Теория рассеяния».
С 1990 года — профессор. В 1996 году возглавил Добрушинскую математическую лабораторию ИППИ РАН, по совместительству был профессором кафедры теории вероятностей мехмата МГУ.
Член Учёного совета ИППИ РАН (1996). Член Московского математического общества (1966), член правления. Член редколлегий журналов «Markov processes and related fields» (1996), «Potential Analysis» (1995—2001), «Journal of Statistical Physics» (1997—2002).

## Научная деятельность
Область научных интересов: задачи статистической физики, гиббсовские случайные поля, теория
поля, описание спектров стохастических динамик для моделей статистической физики и
квантовых бесконечночастичных гамильтонианов.
Основные результаты:
— продолжение процесса до меры в пространствах, сопряжённых к ядерным; этот результат
позволяет во многих случаях автоматически строить сигма-аддитивные меры в
бесконечномерных пространствах;
— работа с Я. Г. Синаем о «капле», то есть описание типичных конфигураций спинов в спиновых моделях в области фазового перехода;
— работы о спектре для бесконечночастичных операторов (в том числе, совместно с
В. А. Малышевым и др.), направленные на установление «корпускулярной структуры» для
многих операторов математической физики, то есть разложение полного гильбертова
пространства на подпространства, описывающие состояния одной, двух и т. д. квазичастиц,
с изучением спектра в каждом из этих подпространств;
— цикл работ о случайных блужданиях в случайной среде (где была доказана центральная
предельная теорема для положения частицы за длительное время) и близкой к этому теме
о т. н. направленных полимерах в случайной среде;
— работы об основном соединении для полевой модели Е. Нельсона: методом
функциональных интегралов исследовано наличие или отсутствие основного состояния у
гамильтониана этой модели.

## Религиозные взгляды и общественная деятельность
В конце 1960-х годов крестился в православной церкви, был прихожанином и близким
другом о. Александра Меня вплоть до гибели последнего.
Никогда не состоял ни в какой политической организации, однако присоединялся к
подписанию писем в правительственные структуры в поддержку политзаключённых и отказников.
Самым известным из таких писем было в 1968 году «письмо 99» на имя министра здравоохранения СССР и
генерального прокурора СССР в защиту насильственно помещённого в московскую
психиатрическую больницу № 5 математика А. С. Есенина-Вольпина. Подобные действия и дружба с диссидентами и отказниками привели к тому, что до начала перестройки Р. А. Минлос не мог выезжать в страны Запада, несмотря на многочисленные приглашения на научные конференции,
и не получал звания профессора, несмотря на мировую известность как математика.

## Награды
- Государственная премия РСФСР в области науки и техники (1990)[10][11],
- Международная премия имени Добрушина (2008)[12][13],
- «Жизнь, посвящённая математике» (2014)[14].

## Монографии
- И. М. Гельфанд, Р. А. Минлос, З. Я. Шапиро. Представления группы вращений и группы Лоренца, их применения. М.: Физматгиз, 1958.
- I. M. Gel’fand, R. A. Minlos, Z. Ya. Shapiro. Representations of the rotation and Lorentz groups and their applications. Macmillan, 1963.
- В. А. Малышев, Р. А. Минлос. Гиббсовские случайные поля: Метод кластерных разложений. М.: Наука, 1985.
- В. А. Малышев, Р. А. Минлос. Линейные операторы в бесконечночастичных системах. М.: Наука, 1994.
- Р. А. Минлос. Введение в математическую статистическую физику. М.: МЦНМО, 2002.